# Lamiya Aji Baixar
Lamiya Aji Baixar, també Lamiya Aji-Baixar o Lamiya Aji Bashar (àrab: لمياء حجي بشار, Lamiyāʾ Ḥajī Baxār) (Kocho, 1998), és una activista pels drets humans iazidita iraquiana. Va ser guardonada amb el Premi Sàkharov per la Llibertat de Consciència el 2016.
Lamiya va néixer a Kocho, a prop de Sinjar, a l'Iraq. L'agost de 2014, quan tenia setze anys i durant la guerra civil iraquiana, el seu poble va ser atacat per membres de l'Estat Islàmic d'Iraq, que van matar tots els homes adults. Ella, juntament amb Nadia Murad, va ser segrestada, retinguda i obligada a exercir com a esclava sexual pels jihadistes durant 20 mesos. També es va veure obligada a fabricar armilles explosives i preparar cotxes bomba.
A l'abril de 2016 va aconseguir escapar i durant la seva fugida cap al Kurdistan, en travessar un camp de mines, va trepitjar una i resultà ferida per l'explosió que li va produir greus cremades i ferides a la cara i va perdre l'ull dret. Fou acollida per l'organització iraquiana-alemana Air Bridge Iraq i tractada medicament a Alemanya. Resideix a Stuttgart, exerceix com a portaveu de les dones víctimes de la campanya de violència sexual i participa activament en el suport de dones i nens víctimes de l'esclavitud i la barbàrie per part de Daeix. El 2016 fou guardonada amb el Premi Sàkharov del Parlament Europeu.